# Лейк-Осуиго
Лейк-Осуиго (англ.  Lake Oswego) — город в округах Клакамас (большей частью), Малтнома и Вашингтон в штате Орегон США.

## Описание
Находится в северо-западной части Орегона, на реке Уилламетт и её продолжении в западном направлении, озере Осуиго площадью 405 акров (164 гектара), к югу от Портленда. Руины доменной печи в Осуиго компании Willamette Iron Company (1867—1893 гг.) напоминают о ранней металлургической промышленности города, основанной на горе Айрон-Маунтин (теперь превращённой в поле для гольфа). Основанный в 1850-х годах на месте индейского лагеря Клакамас, он назывался Осуиго (позже переименован в Лейк-Осуиго) и в основном служит жилым пригородом Портленда. Многие из его старых кварталов построены в стиле неотюдор и английского коттеджа, популярных в 1920-х годах.

## Население
| 2000   | 2010    | 2020    |
| ------ | ------- | ------- |
| 35 278 | ↗36 619 | ↗40 731 |